# جامعة وارسو للتكنولوجيا
جامعة وارسو للتكنولوجيا (بالبولندية: Politechnika Warszawska)‏ هو أحد المعاهد التكنولوجية الرائدة في بولندا وواحد من أكبر المعاهد في أوروبا الوسطى. توظف 2453 من أعضاء هيئة التدريس، مع 357 أستاذًا (بما في ذلك 145 أستاذًا فخريًا). يبلغ عدد الطلاب 36156 (اعتبارًا من 2011)، معظمهم بدوام كامل. هناك 19 كلية (أقسام) تغطي جميع مجالات العلوم والتكنولوجيا تقريبًا. هم في وارسو، باستثناء واحد في بلوك.
تضم جامعة وارسو للتكنولوجيا حوالي 5000 خريج سنويًا. وفقًا لاستطلاع أجرته صحيفة الجمهوريّة (بالبولندية: Rzeczpospolita) لعام 2008، يحكم المهندسون الشركات البولندية. يشكل خريجو Warsaw Tech أعلى نسبة من المديرين والمديرين التنفيذيين البولنديين. كل رئيس تاسع من بين أفضل 500 شركة في بولندا هو خريج جامعة وارسو للتكنولوجيا. أوضح البروفيسور كورنيك، رئيس الجامعة، أن المدرسة توفر أساسًا متينًا لأداء المديرين من خلال تزويد طلابها بتعليم على أعلى مستوى وإعداد بالأدوات والمعلومات، بما في ذلك معرفة اللغات الأجنبية.
تعود أصول جامعة وارسو للتكنولوجيا إلى عام 1826 عندما بدأ التعليم الهندسي في معهد وارسو للتكنولوجيا. في 2018، صنفت مجلّة التايمز للتعليم العالي (بالإنجليزية: Times Higher Education)‏ الجامعة ضمن نطاق 601-800 عالميًا.

## التاريخ

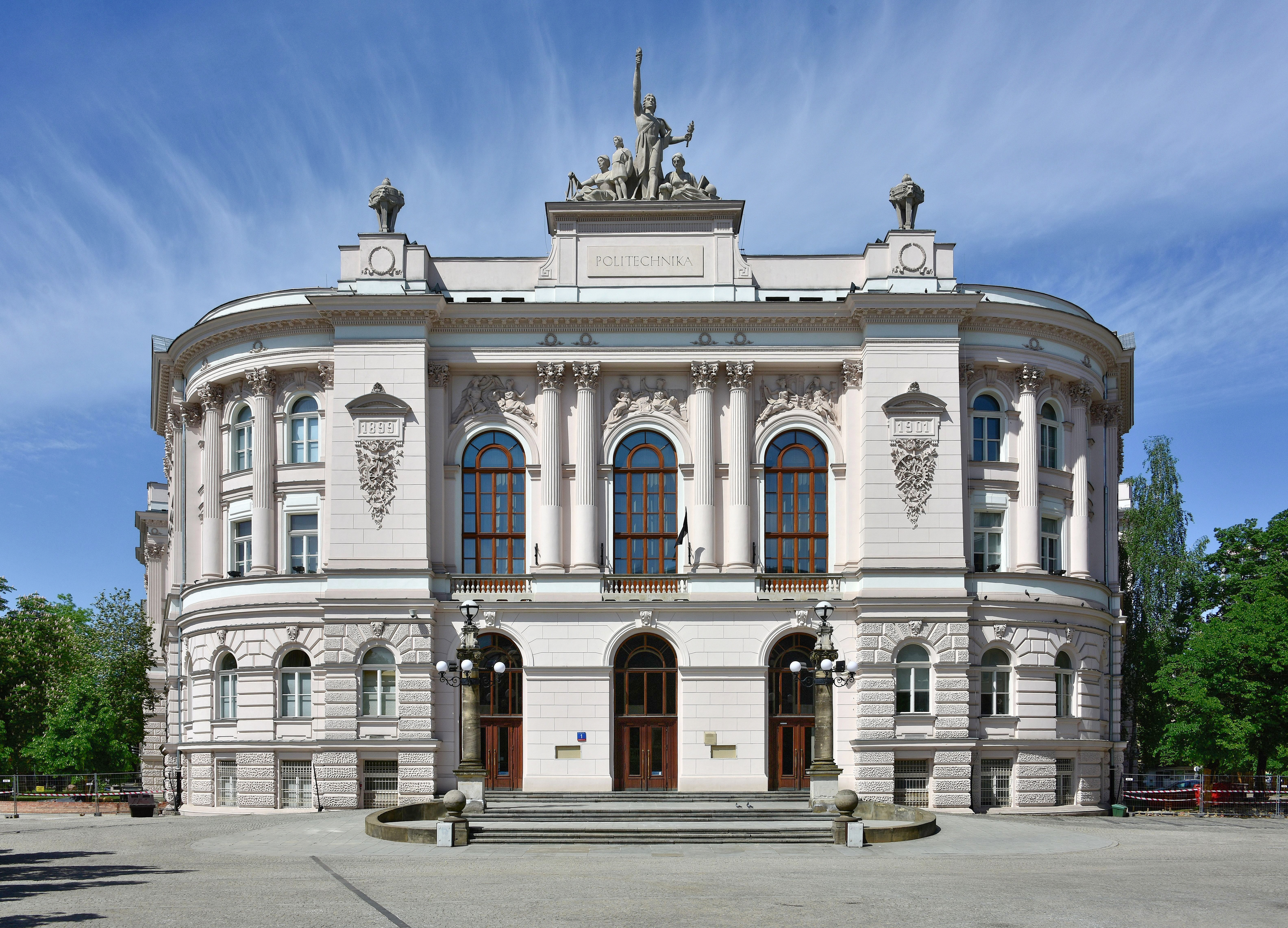
المبنى الرئيسي لجامعة وارسو للتكنولوجيا

### 1826-1831
تعود أصول الجامعات البولندية للتكنولوجيا إلى القرن الثامن عشر. كانت مرتبطة إما بالتكنولوجيا العسكرية أو التعدين، والتي تتطلب عمليات تكنولوجية معقدة نتيجة لاستغلال طبقات أعمق. تم تصميم المدرسة النموذجية للتكنولوجيا، وهي جامعة للتكنولوجيا، من قبل الفرنسيين، الذين أسسوا في عام 1794 مدرسة الفنون التطبيقية في باريس. في بداية القرن التاسع عشر، افتتحت جامعات التكنولوجيا في براغ (1806)، وفيينا (1815)، وكارلسروه (1824).
في بولندا، كانت أول جامعة متعددة التخصصات للتكنولوجيا هي المدرسة التحضيرية لمعهد التكنولوجيا، والتي افتتحت في 4 يناير 1826. لا تزال جامعة وارسو للتكنولوجيا تزرع تقاليدها. الرجل الذي لعب الدور الأكثر أهمية في إنشاء المدرسة وكتابة ميثاقها هو ستانيسواف ستاسزيتش. أصبح كاجيتان جاربينسكي، عالم رياضيات وأستاذ بجامعة وارسو، مديرًا. تم إغلاق المدرسة في عام 1831، بعد تمرد نوفمبر.

### 1898-1914
في عام 1898، قام القسم التكنولوجي لجمعية وارسو للتجارة والصناعة الروسية، الذي كان مديره المهندس كازيميرز أوبروبوويتش، بجمع الأموال لافتتاح جامعة الإمبراطور نيكولاس الثاني للتكنولوجيا. بدأت الدروس، مع اللغة الروسية كلغة للتعليم، في 5 سبتمبر في المبنى الواقع في 81 شارع مارزالوسكا. سرعان ما تم نقلهم إلى مبانٍ جديدة، تم بناؤها خصيصًا للمعهد. تم تصميمها من قبل برونيسلاو روجويسكي وستيفان سزايلر. في يوم الافتتاح، كان بالجامعة ثلاث كليات: الرياضيات والكيمياء والهندسة والبناء. في يونيو 1902، تم افتتاح كلية التعدين. شكل البولنديون غالبية الطلاب حتى عام 1905، عندما بلغ عددهم 1100.

### 1915-1939
بعد دخول القوات الألمانية وارسو في 5 أغسطس 1915، أرادوا كسب تعاطف البولنديين وسمحوا لجامعة وارسو وجامعة وارسو للتكنولوجيا بالانفتاح على اللغة البولندية كلغة للتعليم. تم الافتتاح الكبير للجامعتين في 15 نوفمبر 1915. كان زيجموت ستاريوسكي أول رئيس جامعة وارسو للتكنولوجيا. الحرب العالمية الأولى، إلى جانب الأحداث المرتبطة بإعادة الدولة البولندية والحرب البولندية البلشفية، لم تساعد في تطوير المدرسة. بدأت المحاضرات اليومية فقط في نوفمبر 1920. قامت المدرسة بتدريس المهندسين المستقبليين الشباب في كليات الميكانيكا، والهندسة الكهربائية، والكيمياء، والهندسة المعمارية، والهندسة المدنية، والهندسة المائية، والجيوديسيا (أو القياس منذ عام 1925). تم دمج الكليات الثلاث الأخيرة على أساس قانون المدارس الأكاديمية الجديد الصادر في 13 مارس 1933. أصدر مجلس الوزراء البولندي مرسومًا في 25 سبتمبر 1933، تم بموجبه إنشاء كلية الهندسة الجديدة.
ارتفع عدد طلاب جامعة وارسو للتكنولوجيا في السنوات العشرين بين الحربين من 2540 في العام الدراسي 1918/1819 إلى 4673 قبل اندلاع الحرب العالمية الثانية. وفي نفس الفترة منحت المدرسة أكثر من 6200 شهادة منها 320 إناث. أصبحت جامعة وارسو للتكنولوجيا أهم مركز علمي للهندسة في بولندا واكتسبت مكانة دولية. في ذلك الوقت، حصل 66 خريجًا على درجة دكتوراه في الفلسفة، وتأهل 50 منهم كأساتذة مساعدين. كانت الجامعة مركزًا للبحث العلمي للأشخاص الذين كانت إنجازاتهم أساسية لعلوم وتكنولوجيا العالم، بما في ذلك كارول أداميكي، وستيفان بريكا، ويان كزخرالسكي، وتيتوس ماكسيميليان هوبر، ويانوش جروسزكوفسكي، وميتشيسلاف وولفكي وغيرهم الكثير.

### 1939-1945
خلال الحرب العالمية الثانية، على الرغم من الخسائر المادية الهائلة والإجراءات القمعية، واصلت جامعة وارسو للتكنولوجيا العمل تحت الأرض. استمر التدريس في دورات سرية ومفتوحة، في المدارس المهنية، واعتبارًا من عام 1942، في مدرسة حكومية عليا فنية لمدة عامين. شارك ما يقرب من 3000 طالب في الدورات السرية وحصل 198 على دبلوم مهندس. تم إجراء البحث العلمي حيث تمت كتابة 20 رسالة دكتوراه و 14 رسالة أستاذ مساعد. كان هناك عمل كان من المفترض أن يخدم إعادة إعمار بولندا بعد الحرب ويشكل الأساس لتطوير العلم. عمل الطلاب والأساتذة سرا في المشاريع. أجرى الأساتذة يانوش جروسكوفسكي، مارسيلي ستروزينسكي، وجوزيف زوادزكي تحليلًا مفصلاً لأجهزة الراديو والتوجيه الخاصة بصواريخ فاو-2 الألمانية، بناءً على طلب المخابرات العسكرية البولندية.

### 1945 حتى الوقت الحاضر
بعد طرد القوات الألمانية من وارسو، بدأت الدروس في ظروف مرتجلة في 22 يناير 1945. بحلول نهاية العام، تم إعادة فتح جميع كليات ما قبل الحرب. تمت إعادة بناء المباني القديمة التي دمرتها الحرب بسرعة؛ أقيمت أخرى جديدة. في عام 1951 جامعة وارسو للتكنولوجيا دمج واولبيرغ ومدرسة روتواند للهندسة.
تم إنشاء المركز الأكاديمي والبحثي في بلوك عام 1967. في عام 1945 كان هناك 2148 طالبًا في ست كليات (أقسام). بحلول عام 1999 كان هناك 22000 طالب مسجلين في 16 كلية. منحت جامعة وارسو للتكنولوجيا أكثر من 104000 بكالوريوس في العلوم وماجستير في العلوم الهندسية بين عامي 1945 و 1998. على مر السنين، كانت الجامعة مركزًا علميًا مهمًا، حيث قامت بتعليم أعضاء هيئة التدريس لأغراضها الخاصة ولمدارس التكنولوجيا البولندية الأخرى. بين عامي 1945 و 1998 تمت كتابة 5500 رسالة دكتوراه. كان هناك ما يقرب من 1100 أطروحة مؤهلة للحصول على الأستاذية المساعدة. نما عدد أعضاء هيئة التدريس بشكل ملحوظ. في عام 1938، كان بالجامعة 98 أستاذًا وأستاذًا مشاركًا، بالإضافة إلى 307 أستاذًا مساعدًا ومساعدًا تدريسًا؛ في عام 1948 كان هناك 87 و471 بينما في عام 1999 كان هناك 371 أستاذًا و1028 مدرسًا و512 مدرسًا و341 مدرسًا مساعدًا.

## الكليّات
- كلية الإدارة والعلوم الاجتماعية
- كلية الهندسة المعمارية
- كلية هندسة السيارات وآلات البناء
- كلية الهندسة الكيميائية وهندسة العمليات
- كلية الكيمياء
- كلية الهندسة المدنية
- كلية الهندسة الكهربائية
- كلية الإلكترونيات وتكنولوجيا المعلومات
- كلية خدمات البناء والهندسة المائية والبيئية
- كلية الجيوديسيا ورسم الخرائط
- كلية الرياضيات والمعلومات
- كلية الإدارة
- كلية علوم وهندسة المواد
- كلية الميكاترونكس
- كلية هندسة الإنتاج
- كلية الفيزياء
- كلية هندسة القوى والطيران
- كلية النقل
- كلية ووت للأعمال[11]

الحرم لجامعي
- كلية الهندسة المدنية والميكانيكا والبتروكيماويات
- كلية الاقتصاد والعلوم الاجتماعية

### المواصلات
تشارك هيئة التدريس في مجال النقل في البحث في تطوير محاور قياس متغيرة للسكك الحديدية تساعد في التغلب على فواصل القياس، مثل نظام ساو 2000.

## خريجون متميّزون
- توماس باجينسكي (مواليد 1976) - رسام ورسام رسوم متحركة ومخرج
- ريزارد بارتل (1897-1982) - مهندس
- ميزسلاو بيكر (1905-1989) - مهندس وعالم
- أنتوني بوهديوسكي (1906-1970) - كاتب سيناريو ومخرج
- جوانا شمييليوسكا (1932-2013) - روائي وكاتب سيناريو
- باتريشيا كازادي (مواليد 1988) - ممثلة ومغنية وراقصة وشخصية تلفزيونية
- أنتوني كوججان (1902-1944) - مُنشئ طائرات شراعية وجندي في الجيش المحلي خلال الحرب العالمية الثانية
- فاديم كومكوف (1919-2008) - عالم رياضيات
- ألفريد كورزيبسكي (1879-1950) - مهندس وعالم رياضيات وفيلسوف
- بوهدان كولاكوفسكي (1942-2006) - مهندس ميكانيكي، أستاذ في جامعة ولاية بنسلفانيا
- ستيفان كوريلوفيتش (1972-2011) - مهندس معماري وأستاذ الهندسة المعمارية.[12]
- جان لينيكا (1928-2001) - مصمم جرافيك ورسام كاريكاتير
- هنريك ماغنوسكي (1909-1978) - مهندس اتصالات
- مايرون ماثيسون (1897-1940) - فيزيائي نظري
- زبيجناو مايكلوسكي - عالم كمبيوتر، رجل أعمال
- ويتلود نازارويسكي (مواليد 1954) - فيزيائي نووي
- هنريك أورفينجر (مواليد 1951) - رجل أعمال
- فالديمار بافلاك (مواليد 1959) - سياسي، رئيس وزراء بولندا السابق
- بريموسلاف بروزنسكي - عالم كمبيوتر
- أندريه بيوتر راجنازسكي (مواليد 1951) - عالم رياضيات تطبيقية
- ماسيج ماثيو سيمانسكي (1926-2015) - مهندس معماري في كندا
- أندرو تارجوسكي (مواليد 1937) - عالم كمبيوتر بولندي أمريكي
- أندريا تومازسكي (1934-2010) - مؤرخ للفن والثقافة
- أندريه تراوتمان (مواليد 1933) - فيزيائي رياضي
- ولاديسلالو توريوز (1908-1980) - بولندي - باكستاني طيار وعالم عسكري ومهندس طيران
- ميشائ فيتوشكا (1907-1945) - الزعيم البيلاروسي للقطط السوداء
- ماريان فالنتينوفيتش (1896-1967) - مهندس معماري ومصمم جرافيك ورائد في الكتاب الهزلي
- ستانيسلاف ويجورا (1903-1933) - مصمم طائرات وطيار
- زبيجناو زابيانزسكي (1934-2009) - ممثل ومخرج مسرحي ومعلم
- جوزيف زوادزكي (1886-1951) - كيميائي فيزيائي [13]

## روابط خارجية
- الصفحة الرسمية نسخة محفوظة 16 يوليو 2023 على موقع واي باك مشين.
- تلفزيون الطلاب عبر الإنترنت
- اتحاد طلاب جامعة وارسو للتكنولوجيا
- شبكة طلاب إيراسموس بجامعة وارسو للتكنولوجيا نسخة محفوظة 18 يوليو 2023 على موقع واي باك مشين.